# William Booth
William Booth (Nottingham, 10 aprile 1829 – Londra, 20 agosto 1912) è stato un predicatore inglese metodista.
Nel 1865, insieme alla moglie Catherine Mumford, fondò il movimento con scopi evangelistici ed umanitari denominato Esercito della Salvezza (ingl. Salvation Army), del quale nel 1878 divenne il primo "generale", incarico che mantenne fino alla sua morte, nel 1912. Era il padre di Evangeline Booth, comandante generale dell'Esercito dal 1934 al 1939.

## L'Inno di William Booth
O Boundless Salvation, l'Inno del Fondatore William Booth (trad. di Enrico Revel)
SALVEZZA INFINITA qual fiume senza riva,
Tu lavi e guarisci dovunque il flutto arriva;
Nel mondo che muore a Te mi volgo ognor.
Deh! Vieni e m'inonda.
Purifica il mio cuor.
IL gran tentatore m'insidia senza posa;
eppure dal cielo quest'alma è desiosa.
Son vani i miei pianti se non guardo a Te.
O fiume potente.
Ti vieni gettar su me.
Vacilla il mio cuore ed a peccar mi spinge,
l'antico serpente nel male ancor mi stringe;
Ma Tu sei capace di vincerlo, mio Re.
O fiume deh, vieni,
Riversati su me.
Lodiamo il Signore che in croce l'agonia
sofferse, e morendo ci aprì del ciel la via.
La gloria e l'onore per sempre al Re dei re;
Sua grazia è bastante
Per voi sì che per me

## Nella cultura di massa
Il personaggio di William Booth venne ripreso dal cinema nel film Fires of Faith, dove fu interpretato da Charles Ogle.